# Enrollamiento de la lengua

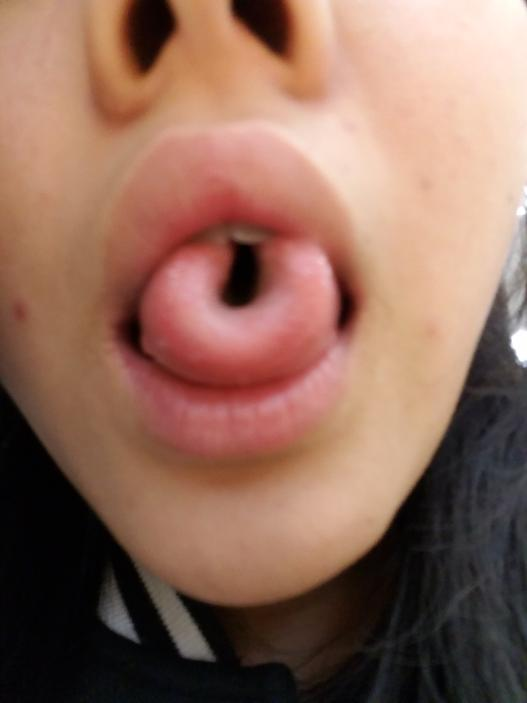
Lengua enrollada en "U"

El enrollamiento de la lengua es la capacidad de enrollar los bordes laterales de la lengua hacia arriba en forma de "U". Los músculos de la lengua permiten que algunas personas muevan su lengua de formas específicas. La creencia popular sostiene que la variación en esta capacidad es el resultado de herencia genética . Enrollar la lengua en forma de "U" se describe a menudo como un rasgo dominante con herencia mendeliana simple, y comúnmente se hace referencia a él en biología genética.
Existe poca evidencia de laboratorio que respalde la hipótesis de que el enrollar la lengua es un carácter hereditario y dominante. En 1940, Alfred Sturtevant observó que sobre el 70% de las personas de ascendencia europea podían enrollar la lengua y que el 30% restante no podía hacerlo.